# Nunataki Ostancovye
Die Nunataki Ostancovye (englische Transkription von russisch Нунатаки Останцовые Nunataki Ostanzowyje, deutsch ‚Härtling-Nunatakker‘) sind eine Gruppe von Nunatakkern im ostantarktischen Mac-Robertson-Land. In der Aramis Range der Prince Charles Mountains ragen sie rund 5 km südlich des Mount McKenzie auf.
Russische Wissenschaftler benannten sie.